# Margaret Hubbard
Margaret Hubbard (* 16. Juni 1924 in Adelaide; † 28. April 2011 in Oxford) war eine australisch-britische Klassische Philologin.
Hubbard studierte an der University of Adelaide und am Somerville College Klassische Philologie. Vom 1. Mai 1954 bis zum 10. Juli 1955 arbeitete sie als Volontärin beim Thesaurus Linguae Latinae, wo sie Artikel für den Band VII,1 verfasste. Von 1957 bis 1986 war sie Fellow and Tutor (Dozentin) am St Anne’s College der University of Oxford.
Hubbard beschäftigte sich mit verschiedenen Themen der lateinischen Literatur und Sprache, vor allem mit den augusteischen Dichtern. Ihre Properz-Monographie (1974) und ihr gemeinsam mit Robin G. M. Nisbet verfasster Kommentar zu den ersten beiden Bücher der Horaz-Oden (1970, 1978) sind international anerkannte Standardwerke.

## Schriften (Auswahl)
- mit Robin G. M. Nisbet: A Commentary on Horace: Odes, Book I. Oxford 1970
- mit Robin G. M. Nisbet: A Commentary on Horace: Odes, Book II. Oxford 1978
- Propertius. London 1974